# Камизано Вичентино
Камизано Вичентино је насеље у Италији у округу Виченца, региону Венето.
Према процени из 2011. у насељу је живело 8244 становника. Насеље се налази на надморској висини од 26 м.

## Становништво
| 1951. | 1961. | 1971. | 1981. | 1991. | 2001. | 2011.  |
| ----- | ----- | ----- | ----- | ----- | ----- | ------ |
| 6.463 | 5.777 | 6.384 | 7.199 | 7.620 | 8.473 | 10.624 |